# 帕沃·努尔米
帕沃·约翰内斯·努尔米，又译为帕沃·约翰尼斯·鲁米（芬蘭語：Paavo Johannes Nurmi，原文发音ⓘ，1897年6月13日—1973年10月2日），芬兰男子中长跑运动员，是“芬兰飞人”之一；这一称呼是对1920年代汉内斯·科莱赫迈宁、维莱·里托拉和其他芬兰运动员的一种尊称，当时努尔米是世界上最出色的中长跑运动员，并且创造了1500米和20公里的两项世界纪录。据统计，他总共创下22项正式世界纪录，及13项非正式世界纪录。
努尔米在1920年至1928年8年间的三届奥运会中一共取得了九枚金牌和三枚银牌。1931年在国际奥委会的敦促下，国际业余田径联合会指控努尔米是职业运动员，剥夺了他此后参加奥运会的资格，從此这位风云一时的长跑巨星过早地陨落了。

## 生平

### 童年
努尔米从小家境贫寒经常过着半温半饱的生活，13岁就不得不只身出外谋生，在一家商店当搬运工。搬运工作是十分繁忙，而且没有确定的上下班时间，必须腿脚勤快并要随叫随到。艰苦的生活和繁重的劳动锻炼了他的意志和身体素质。渐渐地，努尔米对跑步产生了浓厚的兴趣。他利用业余时间开始从事田径训练，并在一些比赛中崭露头角。

### 奥运生涯

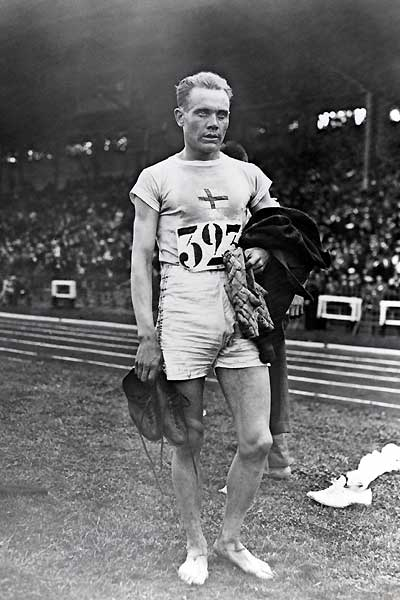
1924年夏季奧林匹克運動會

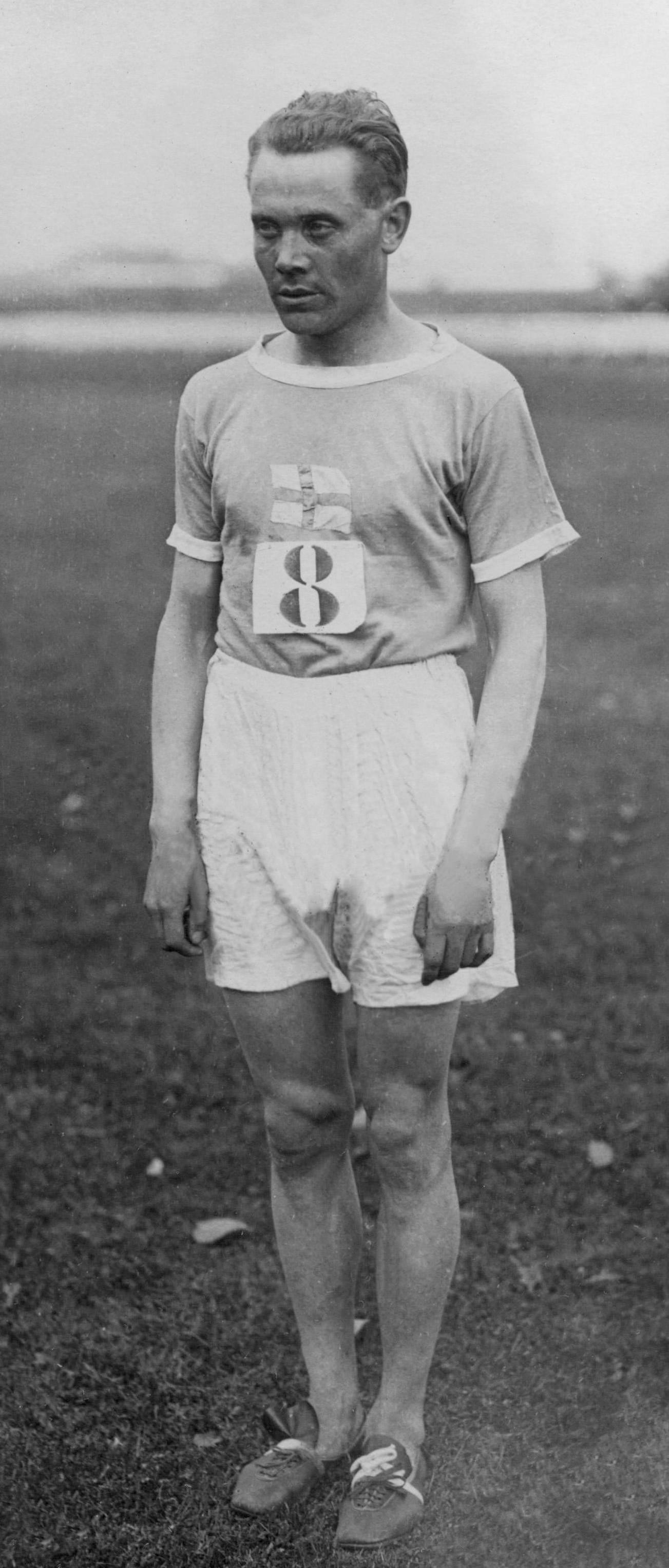
1924年夏季奧林匹克運動會田徑賽後

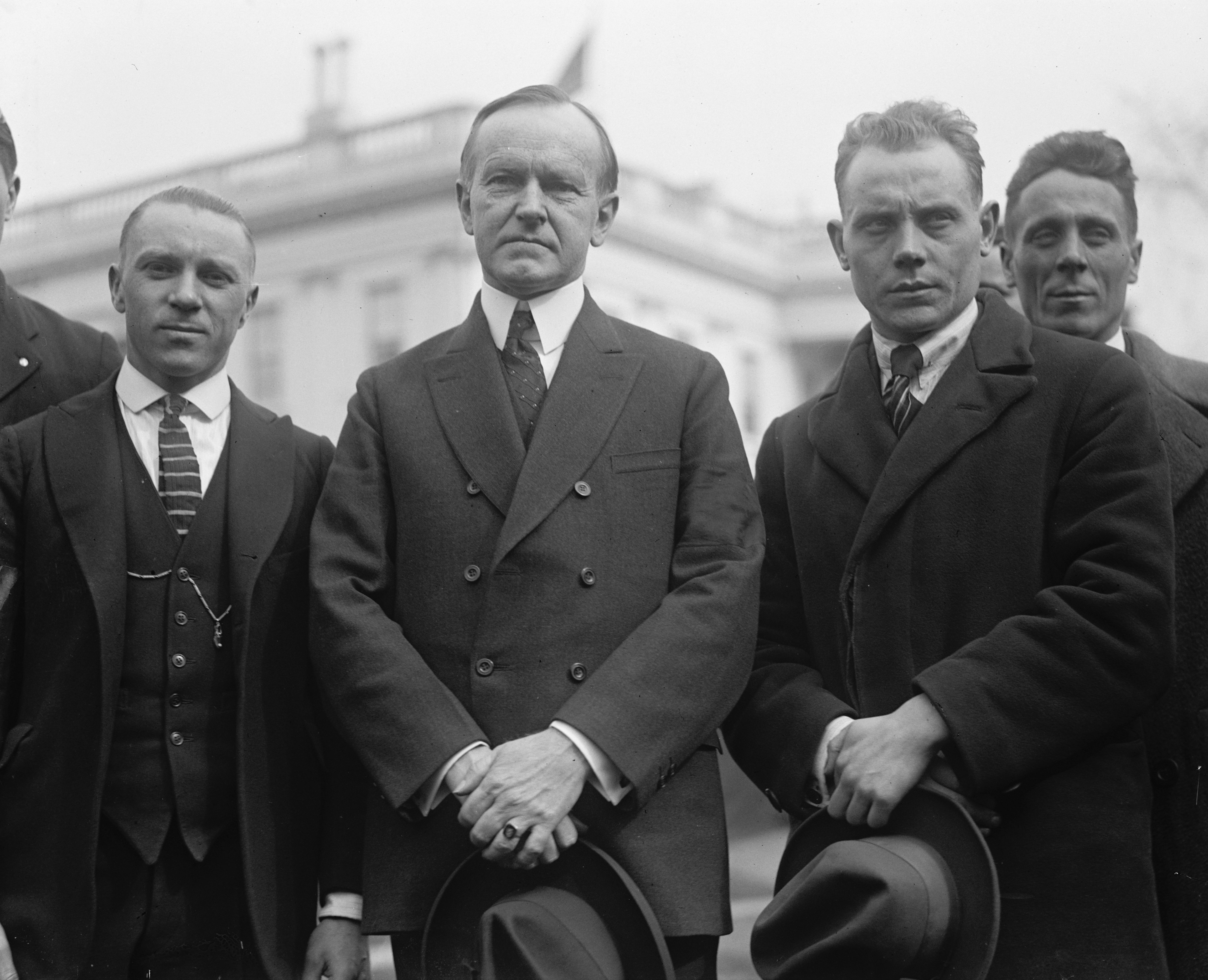
1925年2月21日，Joseph Ray（1924年夏季奧林匹克運動會田徑3000公尺Team選手）、John Calvin Coolidge（美國總統）、Paavo Nurmi

努尔米在1920年安特卫普奥运会首次出现在四年一度的赛场上。他赢得了10000米、越野跑以及团体越野跑的三枚金牌，在5000米跑中也获得一枚银牌。
在1924年巴黎奥运会，努尔米在奥运赛场大放光芒，他在所参加的五项赛事中取得了五枚金牌，包括有1500米、5000米（和最后一项仅间隔26分钟的休息时间）、5000米越野、5000米越野团体和3000米团体项目。这界赛事也是越野项目最后一次出现在奥运赛场，由于夏天的酷热天气使得过半的选手都选择了中途弃赛，还有部分由于中暑体力透支而被送进了医院。
帕沃·努尔米原本还要参加10000米的奥运卫冕赛，但是芬兰奥运官员考虑到另一名芬兰好手维拉·里托拉不久前刚刚打破了努尔米在10000米上的原世界纪录完全具有夺金实力，而拒绝了努尔米的参赛请求，也使得他失去了卫冕头衔的机会。愤怒的努尔米在返回芬兰之后一举再次刷新10000米世界纪录，并且将这一纪录封存了长达13年之久。
努尔米奥运生涯的最后一次奥运是在1928年阿姆斯特丹奥运会中，当时31岁的努尔米参加了这届奥运的三项赛事，再次在10000米上折桂，也获得了5000米和3000米障碍的两块银牌。

### 「职业」運動員生涯

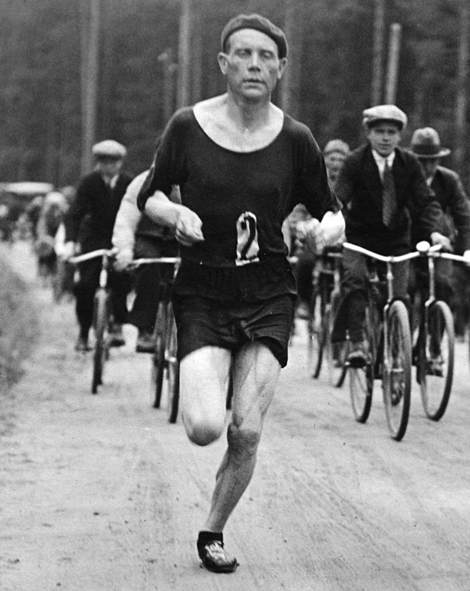
1932年6月

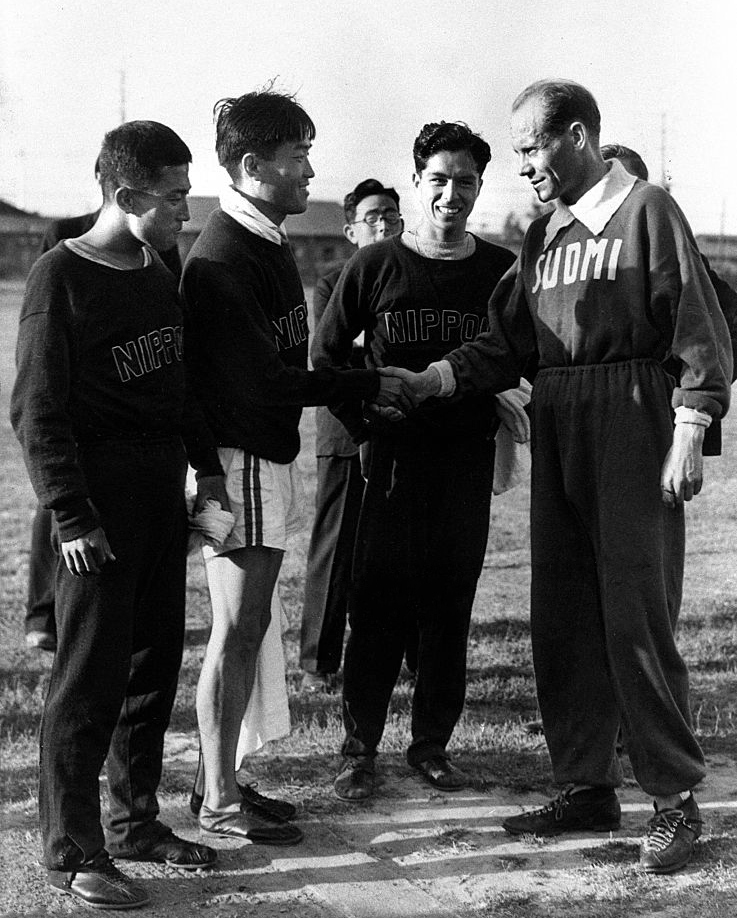
1932年夏季奧林匹克運動會馬拉松日本代表與帕沃·努尔米見面，前排自左向右為金恩培、權泰夏、津田晴一郎、帕沃·努爾米

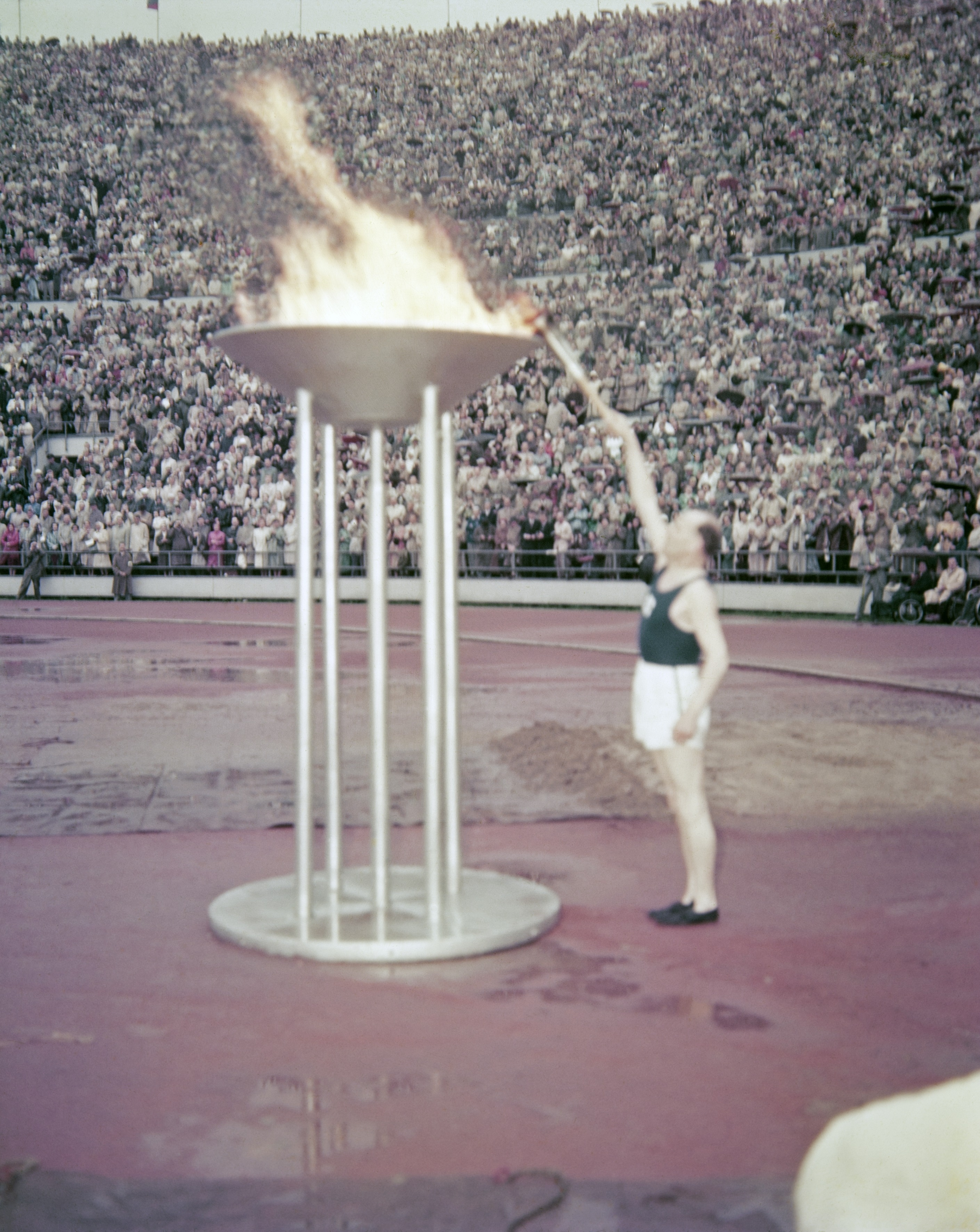
努尔米在1952年点燃奥林匹克圣火

努尔米在阿姆斯特丹奥运会之后继续着他的长跑事业，他有意参加1932年洛杉矶奥运会的10000米和马拉松比赛，但是洛杉矶方面以职业运动员为由禁止努尔米参加这届奥运会。主导这一禁赛事件的主要是瑞典方面的官员，特别是时任国际田径联合会主席和国际奥委会副主席瑞典籍的西格弗里德·埃德斯特隆。埃德斯特隆宣称努尔米一次去德国的旅行收取了大量的现金，这一带有嫉妒性的举动导致了芬兰方面拒绝他参加传统的芬兰-瑞典国家田径赛（芬蘭語：Suomi–Ruotsi-maaottelu）长达八年之久。
努尔米顶住了压力，还是坚持前往了洛杉矶并留在了奥运村内进行训练。尽管许多人都为努尔米能够参加这届赛事而努力，最终努尔米还是得不到参赛的许可而遗憾的只能成为奥运看客。虽然他身体有着伤病，但是据他自称有着以领先第二名5分钟实力夺金的水平。他非常渴望和同乡汉内斯·科勒赫迈宁在第一次世界大战后一样，以一枚奥运会马拉松金牌结束自己的运动生涯，可惜未能如愿。
作为芬兰的国家英雄，帕沃·努尔米成为了在家门口举办的赫尔辛基奥运会火炬手。退役后的努尔米一直在赫尔辛基经营着一家男士服装店直到1973年辞世。

## 身后
芬兰政府为努尔米进行了隆重的国葬，6位奥运金牌得主在他的葬礼中为他覆盖国旗。

## 纪念

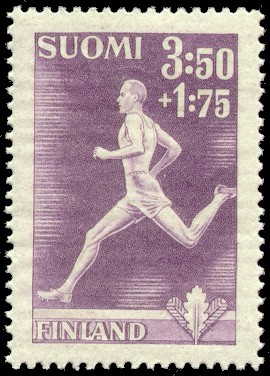
1945年为纪念努尔米而发行的邮票

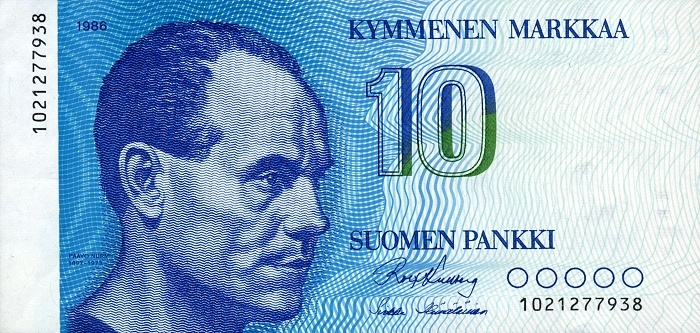
1986年印製，芬蘭10馬克

1939年，芬兰天文学家于尔约·韦伊塞莱发现了一颗行星，将其命名为1740帕沃·努尔米，该行星也成为世界上第一颗以运动员的名字命名的行星。
1969年起，美国的威斯康辛州每年都要举办帕沃·努尔米马拉松比赛以纪念这位长跑天才；1991年起在努尔米的家乡图尔库也开始举办同一名字的马拉松比赛。美国密歇根州汉考克的Finlandia University有一座名为帕沃·努尔米的体育馆。
他的铜像竖立在他的家乡图尔库，以及赫尔辛基体育场外，洛桑奥林匹克博物馆外的公园内。

## 家庭
侄女米拉·努尔米为好莱坞明星，她扮演了1950年代广为人知的吸血鬼形象，这一角色在美国有着较广的影响力。

## 轶事
- 努尔米在1925年用5个月在美国游历了一番，参加了大大小小总共55场的比赛（45场室内和10场室外）。在这些赛事中他打破了39个正式的和53项非正式的世界纪录。所有比赛中他只弃权了一场和以半米之差在800米速度跑中输给了美国本土明星艾伦·赫尔菲莱斯（英语：艾伦·赫尔菲莱斯）一场，这一巡回赛事之后努尔米在美国广受欢迎。
- 努尔米被引用在1974年的小说《马拉松人（英语：Marathon Man (novel)）》（Marathon Man），成为小说中那个英雄般主人翁的原型。随后电影改编后由阿比比·比基拉替代了努尔米，但是努尔米在运动中的照片在电影中也有所反映。[13]
- 17世纪瓦萨号战舰处女航时沉没在瑞典斯德哥尔摩附近的海里。1961年打捞的前一天晚上，4个芬兰理工科大学生偷偷地将一尊努尔米的塑像放在沉船里。塑像的发现引起瑞典媒体和考古学家们的迷惑，后来才发现这是芬兰学生搞的鬼。[14]
- 努尔米无论训练还是比赛都会带着一个秒表在手上，边跑边看时间。尽管偶尔由于和第二名之间有着巨大的领先优势而将其扔掉。
- 努尔米把他的心脏捐出来，作为医疗研究之用。

## 外部連結
- 帕沃·努尔米在国际奥林匹克委员会的资料
- 帕沃·努尔米在的頁面
- Paavo Nurmi 100 years

| 奥林匹克运动会   | 奥林匹克运动会                                                     | 奥林匹克运动会     |
| ---------------- | ------------------------------------------------------------------ | ------------------ |
| 前任： 約翰·馬克 | 夏季奧林匹克運動會主火炬點燃者 及汉内斯·科莱赫迈宁 1952年 赫爾辛基 | 繼任： 羅恩·克拉克 |